# فرانک تورپین
فرانک تورپین (انگلیسی: Franck Turpin؛ زادهٔ ۲۷ ژانویهٔ ۱۹۷۷) بازیکن فوتبال اهل فرانسه است.
از باشگاه‌هایی که در آن بازی کرده‌است می‌توان به باشگاه فوتبال لیل اشاره کرد.